# معايير لجنة أنظمة التلفزيون المتقدمة

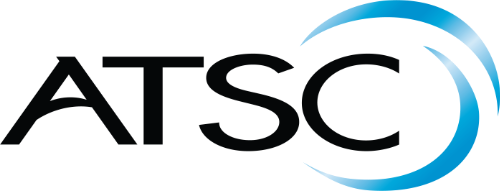

معايير لجنة أنظمة التلفزيون المتقدمة (ATSC)، هي مجموعة دولية من المعايير الخاصة بالبث ونقل التلفزيون الرقمي عبر الشبكات الأرضية والكابل والأقمار الصناعية. تُعد هذه المعايير بديلاً إلى حد كبير عن معيار NTSC التناظري. وكما هو الحال مع NTSC، تُستخدم معايير ATSC بشكل رئيسي في الولايات المتحدة وكندا والمكسيك وكوريا الجنوبية وترينيداد وتوباغو. أما بعض الدول التي كانت تستخدم NTSC سابقًا، مثل اليابان، فلم تعتمد ATSC خلال انتقالها إلى التلفزيون الرقمي، حيث اختارت أنظمة أخرى مثل البث الرقمي للخدمات المتكاملة المطوّر في اليابان وبث الفيديو الرقمي المطوّر في أوروبا.
تم تطوير معايير ATSC في أوائل التسعينيات من قبل تحالف غراند ألايانس، وهو اتحاد يضم شركات إلكترونيات واتصالات اجتمعت لوضع مواصفات ما يُعرف اليوم باسم التلفزيون عالي الدقة (HDTV). وتُدار هذه المعايير الآن من قبل لجنة ATSC. وتتضمن هذه المعايير عددًا من العناصر المحمية ببراءات اختراع، ويتطلب استخدامها الحصول على ترخيص، وخصوصًا تقنية 8VSB الخاصة بتعديل الإشارة للبث الهوائي. وقد تم تطوير تقنية ATSC 1.0 بشكل أساسي من خلال مساهمات في براءات الاختراع من شركة إل جي إلكترونيكس، التي كانت تمتلك غالبية براءات الاختراع الخاصة بهذا المعيار.

تتضمن معايير ATSC تنسيقين أساسيين للفيديو عالي الدقة: 1080i و720p، كما تشمل أيضًا تنسيقات للدقة القياسية. ورغم أن الخدمات الرقمية بدأت في البداية باستخدام تنسيقات HDTV فقط، فإن ATSC يدعم نقل عدة قنوات من البيانات عبر تيار واحد. ومن الشائع أن يُخصص تردد 6 ميغاهرتز (المُستخدم سابقًا لـ NTSC) لنقل إشارة واحدة عالية الدقة مع عدة إشارات بدقة قياسية.